# Ervant Nicogosian
Ervant Nicogosian (n. 6 decembrie 1928, Odesa – d. 26 mai 2014, București) a fost un pictor român de origine armeană.
Între 1941 și 1948, pictorul Ervant Nicogosian și familia sa au fost deportați în lagărele din Uniunea Sovietică, trecând prin lagărele: Oranke, Aktiubinsk, Karaganda-Spask, Cocuzecc, Akiatan.

## Mărturisire
Până la douăzeci și doi de ani, am trăit în lagărele din Kazahstan împreună cu părinții și fratele meu.  
"Primul lagăr în care am ajuns în miez de vară a fost Oranke. Era o fostă mănăstire de călugări, așezată pe o pajiște imensă, înconjurată de păduri de mesteceni, în apropierea orașului Gorki, Nijni Novgorodul de astăzi. În ea fusese amenajată o pușcărie unde am ajuns după o călătorie de nu mai puțin de 42 de zile", scrie pictorul Ervant Nicogosian în "Marturisiri" VII. Biografia acestui artist conține chinuitoarele suferințe ale unei deportări brutale, bucurii copilărești, frică, lumină, panică, foame, frigul din Stepa Siberiana, boală, moarte, dar dincolo de asta speranța că într-o bună zi, se va ieși din infernul "Arhipelagului Gulag".

## Studii
A studiat desenul de mic la Odessa, unde locuia cu familia, dar bazele artei sale le-a primit într-unul din cele 5 lagăre în care a fost închis alături de familie, în perioada 1941-1948.
A urmat Institutul de Arte Plastice Nicolae Grigorescu, București, România (1948-1954), clasa Profesorului Camil Ressu, Jean Alexandru Steriadi, Marius Bunescu și Nicolae Dărăscu, unde l-a avut coleg, printre alții pe Paul Gherasim.

## Afilieri
Membru al Uniunii Artiștilor Plastici din România din 1954.

## Opera
Deși în ultimii cinci-șase ani de viață nu mai vedea deloc, el și-a dorit să picteze mai departe. La fârșitul anului 2014, la Galeriile BMR a fost deschisă o expoziție cu cele 34 de lucrări pe care artistul le-a creat nevăzător fiind. La 21 ianuarie 2015, cu ocazia închiderii expoziției, a fost organizat evenimentul „Lansare primul catalog postum Ervant Nicogosian”.

## Premii
- În 1987, a primit Premiul pentru artă monumentală, pentru mozaicul „Lupta de la Posada“, (15 metri lungime și 6 metri înălțime), cladirea Arhivelor Statului din Ramnicu Valcea.

## Aprecieri
Octavian Barbosa: ”(...) Motivele pentru care opera acestui artist este asemenea unui teren de lupta între forțele binelui și ale răului simbolizate genial în alternanțe de lumină și întuneric. Aceste doua entități ca „ele nu dialoghează, ci își rostesc fiecare în parte propriul monolog. Interferențele cromatice, nu exclud totuși o confruntare subterană, ale cărei ecouri apar difuz la suprafață, într-o penumbră obsedantă.” Nu întâmplator întâlnim motivul ferestrei în marea majoritate a creațiilor sale. Dorința eliberării, a evadării din infern îl urmărește ca o flacără aprinsă în noapte, fiind singura modalitate de supraviețuire. „Am reușit să îmi salvez familia, iar eu am avut satisfacția să pot picta și mi-am început cariera de artist în acel spațiu împrejmuit cu patru rânduri de sârmă ghimpată, în pustiu, alături de o mână de suflete pline de speranța eliberării și reîntoarcerii acasă. Pictând ne refugiam într-un alt univers, unde puteam visa în voie la libertate, frumusețe și viață. „

## Lucrări în muzee
- Muzeul de Artă din Bacău
- Muzeul Național de Artă, București
- Muzeul de Artă din Constanța
- Muzeul de Artă din Galați
- Muzeul de Arta din Brasov
- Muzeul de Arta din Barlad